# Фурье, Пьер
Святой Пьер (Пётр) Фурье́ (фр. Pierre Fourier; 30 ноября 1565, Миркур — 9 декабря 1640, Гре) — французский каноник, реформатор, святой римско-католической церкви. Отказавшись от предложений высоких постов, много лет служил пастором в деревне Маттенкур в Вогезах. Ярый сторонник бесплатного образования, он помог основать религиозную конгрегацию канонисс, которые посвятили себя заботе о бедных детях. Разработал для конгрегации новую педагогику.

## Ранняя жизнь
Фурье родился 30 ноября 1565 года в деревне Миркур, на территории тогдашнего герцогства Лотарингия, входившего в состав Священной Римской империи (ныне французский департамент Вогезы), которая была оплотом католической контрреформации. Старший из трёх сыновей торговца тканями, преданного католика. В 1580 году отец записал его в новый иезуитский университет Пон-а-Муссон (впоследствии слившийся с университетом Лотарингии).
В 1585 году Фурье был принят в послушники каноников аббатства Шомузе, два года стал монахом. 24 февраля 1589 года уже в 23-летнем возрасте рукоположен в священники в Трире, затем вернулся в университет Пон-а-Муссон для продолжения учёбы. Стал богословом-схоластом, наизусть знал трактат «Сумма теологии», заслужил уважение как университетских чиновников, так и графа-епископа Меца, предложившего ему высокий церковный пост. Вместо этого Фурье решил вернуться в своё аббатство, но столкнулся с враждебностью со стороны менее усердных каноников. Решив не беспокоить настоятеля, Фурье два года стойко переносил оскорбления и насмешки.

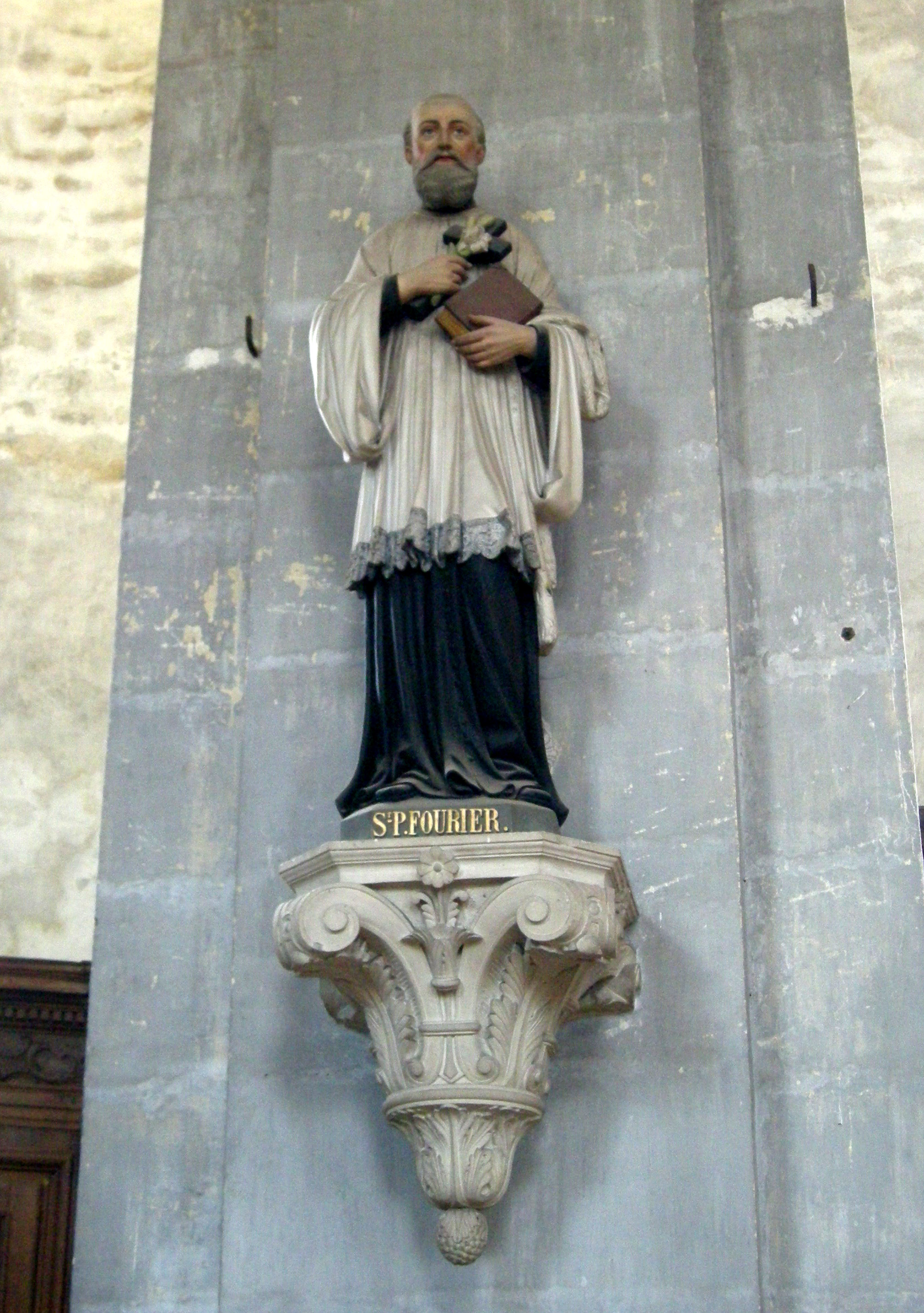
Полихромная статуя XVIII века в бывшей церкви аббатства Муаанмутье, Вогезы, Франция.

В 1597 году отказался от двух постов в престижных приходах, но принял пост викария прихода Маттенкур, в надежде побороть распространяющийся в регионе кальвинизм. Здесь он прослужил следующие двадцать лет. Фурье провёл две крупные реформы, показавшие его интеллигентность и искреннюю заботу о пастве. Первая была направлена на улучшение благосостояния общины: он основал общественный банк, в котором горожане могли брать беспроцентные займы. Второе нововведение заключалось в стиле проповеди: он вступал в диалог с группами прихожан, чтобы лучше донести до них католическое учение. Его реформы имели огромный успех.
Фурье вёл крайне аскетический образ жизни и бо́льшую часть проводил ночи в молитвах. Отказывался от услуг домоправительницы, даже не позволил собственной мачехе заботиться о себе. Суровое самоотречение позволило ему направить бо́льшую часть доходов прихода на нужды города. Зачастую по ночам Фурье самолично ухаживал за городскими больными.

## Реформатор и основатель
Об успехах Фурье в работе с паствой узнали местные епископы и уговорили его путешествовать по региону, проповедуя в разных приходах. Фурье был поражён глубиной невежества и суеверия населения. В 1597 году вместе с блаженной Алисой Ле Клерк основал конгрегацию канонисс-августинок Нотр-Дам, которые занимались бесплатным образованием детей. Вскоре были открыты шесть школ, которыми руководили духовные дочери Фурье. Сам он активно участвовал в учебном процессе: ему приписывают изобретение классной доски, а также разделение учащихся на классы по успеваемости. На момент его смерти количество школ достигло сорока, и канониссы продолжали свою деятельность во Франции, Германии и Англии.

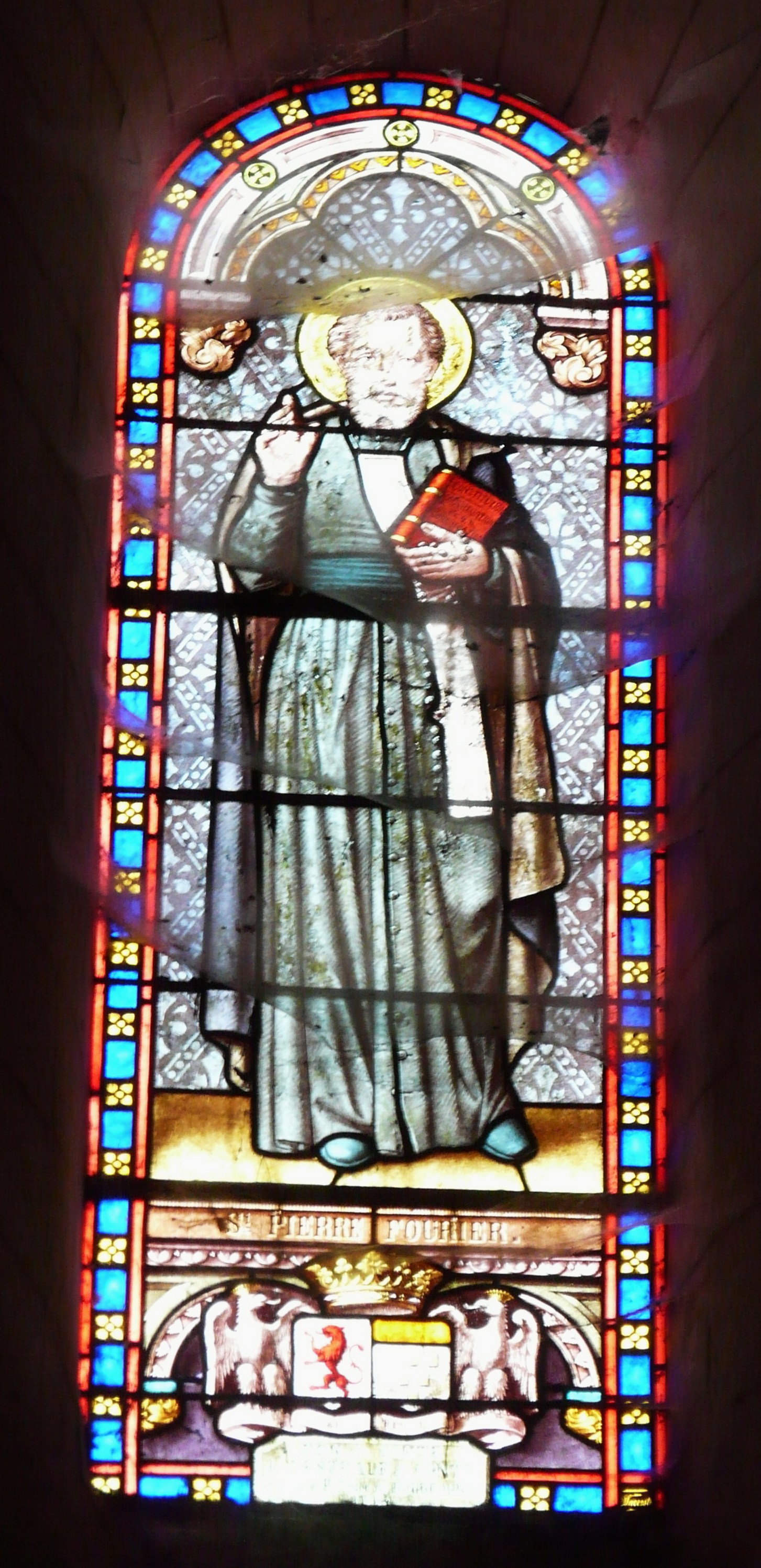
Витраж с изображением святого Пьера Фурье в церкви Святого Мартина в Кулоре, Дордонь, Франция.

Видение Фурье распространялось и на жизнь его собственного ордена. Он стремился возродить рвение и дисциплину в общинах регулярных каноников. В 1621 году Жан де Порселье, епископ Тульский, выбрал его для организации общин каноников в своей епархии. Для этого он передал Фурье и шести его единомышленникам старинное аббатство Сен-Реми. За четыре года восемь орденских обителей поддержали его реформу. В 1625 году они были объединены в новую конгрегацию всех монастырей каноников герцогства. Все каноники, желавшие присоединиться, должны были заново пройти послушничество и принять обеты. 11 февраля 1628 года Святой Престол официально утвердил конгрегацию Спасителя (реформированная конгрегация регулярных каноников Лотарингии).
Реформа Фурье послужила образцом для реформы регулярных канонников в Французском королевстве, где при поддержке кардинала Ларошфуко была создана конгрегация регулярных каноников Франции. В 1625 году Фурье обвинили в проповедовании населению Зальм-Зальмского княжества, принявшему кальвинизм. Благодаря его усилиям в течение полугода во владении был восстановлен католицизм. В 1632 году Фурье был избран генеральным настоятелем конгрегации. Он надеялся научить своих собратьев-каноников заботиться о детях, как это делали канониссы, однако это видение так и не прижилось среди мужчин.
В 1632 году после вторжения Французского королевства в Лотарингского герцогство при кардинале Ришельё, Фурье отказался принести присягу на верность королю Франции Людовику XIII. В итоге, в 1636 году он и его община покинули монастырь и нашли пристанище в городе Гре в соседнем графстве Бургундия. Фурье со сподвижниками посвятили себя уходу за больными чумой. Фурье сам заразился чумой и скончался в Гре 9 декабря 1640 года.

## Почитание
Беатифицирован в 1730 году папой Бенедиктом XIII, канонизирован в 1897 году папой Львом XIII. День памяти — 9 декабря.
Статую Пьера Фурье можно увидеть в соборе Святого Петра среди основателей религиозных орденов.